# 63 Tauri
63 Tauri är en misstänkt variabel (VAR:) i Oxens stjärnbild.
63 Tau har visuell magnitud +5,64 och varierar med 0,02 magnituder utan någon fastställd periodicitet.